# What’s It All About
What’s It All About est un album en solo du guitariste de jazz américain Pat Metheny sorti le 14 juin 2011 chez Nonesuch.
Tout comme le précédent album solo de Metheny à la guitare baryton, One Quiet Night, Metheny utilise un accordage spécifique, proche de l'accordage Nashville. L'album est réalisé sans overdubs. En revanche, contrairement à One Quiet Night, What’s It All About est constitué uniquement de reprises de chansons de variétés, de rock ou de bossa nova.

## Liste des pistes
| No  | Titre                                              | Musique                        | Durée |
| --- | -------------------------------------------------- | ------------------------------ | ----- |
| 1.  | The Sound of Silence                               | Paul Simon                     | 6:32  |
| 2.  | Cherish (chanson de The Association) (en)          | Terry Kirkman                  | 5:25  |
| 3.  | Alfie                                              | Burt Bacharach                 | 7:41  |
| 4.  | Pipeline (chanson)                                 | Bob Spickard et Brian Carman   | 3:23  |
| 5.  | Garota de Ipanema                                  | Antônio Carlos Jobim           | 5:07  |
| 6.  | Rainy Days and Mondays (en)                        | Roger Nichols et Paul Williams | 7:10  |
| 7.  | That's the Way I've Always Heard It Should Be (en) | Carly Simon                    | 5:57  |
| 8.  | Slow Hot Wind                                      | Henry Mancini                  | 4:23  |
| 9.  | Betcha by Golly, Wow (en)                          | Thom Bell et Linda Creed       | 5:12  |
| 10. | And I Love Her                                     | John Lennon et Paul McCartney  | 4:22  |

## Musiciens
- Pat Metheny : guitare baryton, guitare 42 cordes, guitare 6 cordes